# Список целей для ядерного удара (США, 1959)
Список целей для ядерного удара — перечень целей для нанесения массированного ядерного удара по СССР.
22 декабря 2015 года Управление национальных архивов и документации США опубликовало составленный в 1956 году список целей, по которым Вашингтон бы нанёс ядерные удары в случае войны с СССР. Список содержит цели массированного ядерного удара США по СССР, странам Восточного блока и Китаю, который планировался на 1959 год.
Данный документ представляет собой таблицу, которую разработало Стратегическое командование ВВС США. В таблице перечислены сотни целей, называемых «намеченными эпицентрами» (DGZ = Designated Ground Zeros). Среди них 179 целей в Москве, 145 в Ленинграде и 91 в Восточном Берлине, Пекине, Варшаве. Объём документа — 800 листов.
Список был обнародован в результате запроса, который сделал ещё в 2006 году Уильям Берр (англ. William Burr), являющийся старшим аналитиком Архива национальной безопасности (англ. National Security Archive) Университета Джорджа Вашингтона.
Уильям Берр считает, что это самый подробный из документов подобного рода.
Цели в списке имеют кодовые номера, которые в свою очередь соответствуют конкретным местам. Точные адреса и названия локаций всё ещё находятся в засекреченной «Энциклопедии бомбардировок», которую Уильям Берр также пытается сделать достоянием общественности.